# Rathaus (Rohrbach, Heidelberg)

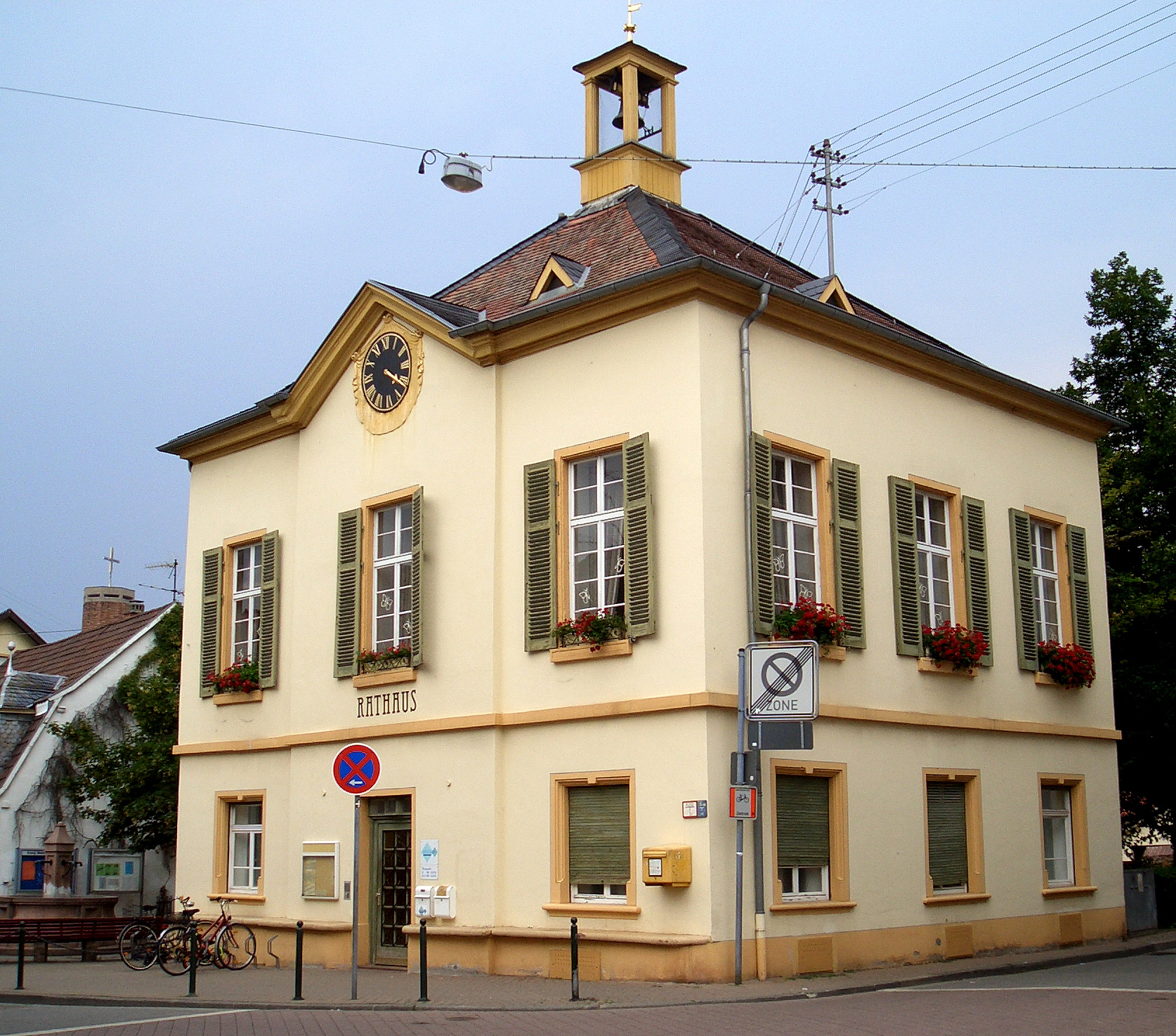
Altes Rathaus in Rohrbach

Das ehemalige Rathaus im heutigen Heidelberger Stadtteil Rohrbach ist ein denkmalgeschütztes Gebäude.
Es wurde von 1811 bis 1813 von Jacob Baumann nach den Plänen von Landbaumeister Wilhelm Frommel gebaut und diente als Rathaus der Gemeinde Rohrbach, bis der Ort 1927 von Heidelberg eingemeindet wurde. 1971 eröffnete das Heimatmuseum, das aber 1995 ausziehen musste, weil die Stadt Heidelberg Räumlichkeiten für das neu eröffnete Bürgeramt brauchte. 2013 wurde das Bürgeramt in einem Nachbargebäude untergebracht und das Rathaus steht seitdem dem Stadtteilverein Rohrbach zur Verfügung.
Das Rathaus ist im klassizistischen Stil erbaut. Der kubische Bau besitzt eine achsensymmetrische Fassade mit übergiebeltem Mittelrisalit, an der Spitze eine repräsentative Uhr. Das Zeltdach mündet in einen Dachreiter mit Glocke. Die Fenster im Erdgeschoss und das Entree stammen von 1900. 2013 wurde das Gebäude saniert. Das Rohrbacher Rathaus ähnelt sehr dem 1810 auch von Wilhelm Frommel erbauten Rathaus im Mannheimer Stadtteil Sandhofen.